# Pancratieae
Pancratieae är en tribus i familjen amaryllisväxter med endast ett släkte, strandliljesläktet,  (Pancratium).